# Centrosaura apodema
Centrosaura apodema — вид ящірок родини гімнофтальмових (Gymnophthalmidae). Мешкає в Коста-Риці і Панамі. Це єдиний представник монотипового роду Centrosaura.

## Поширення і екологія
Centrosaura apodema мешкають на тихоокеанських схилах Коста-Рики, зокрема на півострові Оса, а також на північному заході Панами. Вони живуть у вологих тропічних лісах, поблизу скель і струмків. Зустрічаються на висоті від 30 до 884 м над рівнем моря.